# R. L. Stine

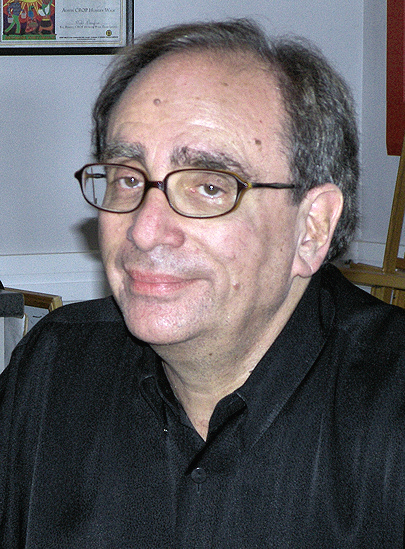
R. L. Stine in Austin, Texas (2008)

R. L. Stine (* 8. Oktober 1943 in Columbus, Ohio; vollständiger Name Robert Lawrence Stine, früherer Autorenname auch Jovial Bob Stine) ist ein US-amerikanischer Kinder- und Jugendbuchautor. Bis heute wurden rund 400 Millionen seiner Bücher verkauft, womit er als einer der erfolgreichsten Schriftsteller weltweit gilt. Er erhielt zahlreiche Auszeichnungen und wurde 2003 als erfolgreichster Autor von Horrorliteratur für Kinder in das Guinness-Buch der Rekorde aufgenommen.

## Leben
R. L. Stine wuchs in einer jüdischen Familie in seiner Geburtsstadt auf. Er begann im Alter von neun Jahren, kleine Geschichten zu schreiben, nachdem er auf dem Dachboden seiner Eltern eine Schreibmaschine gefunden hatte.
Später schrieb er sich an der Ohio State University ein und schloss seine dortige Zeit mit einem Bachelor-of-Arts-Abschluss ab. Seit 1965 lebt er in New York City, war als Lehrer tätig und gab zehn Jahre lang das Humor-Magazin Bananas heraus. 1969 heiratete er seine Kollegin Jane Waldhorn, mit der er gemeinsam mehrere Kinderbücher verfasste. Stine schrieb und schreibt immer noch unter den Pseudonymen Eric Affabee und Zachary Blue. Er lebt mit seiner Frau Jane und seinem Sohn Matthew in der Nähe des Central Parks in New York.
1986 begann Stine Horror-Bücher für Jugendliche und Kinder zu schreiben und drei Jahre später gelang ihm mit Fear Street der Durchbruch in den Vereinigten Staaten. Sein Büro war bereits mit einem Skelett und einigen afrikanischen Masken geschmückt. Von dieser Serie über die Abenteuer Jugendlicher in einer verfluchten Straße in der US-amerikanischen Kleinstadt Shadyside sind bislang 100 Bände erschienen. Auch zahlreiche Übersetzungen ins Deutsche liegen im Loewe Verlag vor.
Der weltweite Durchbruch gelang ihm 1992 mit der Gruselbuchreihe Gänsehaut (Goosebumps). Die Reihe wurde in rund 30 Sprachen übersetzt und in den Vereinigten Staaten erfolgreich verfilmt (in Deutschland auf Disney XD (Sky) gezeigt). Auch in Deutschland hat die Buchreihe großen Erfolg. Sie wird weltweit als beliebteste Kinderbuchreihe gefeiert. Die amerikanische Zeitung USA Today ermittelte R. L. Stine als beliebtesten Kinderbuchautor aller Zeiten. Er bringt seine Leser nicht nur zum Gruseln, sondern auch zum Lachen. Aus Leserbriefen hat man ermittelt, dass er Kinder, die sich bisher nicht für Bücher interessierten, zu Lesern gemacht hatte. Eine noch nicht so bekannte Gruselreihe in den Vereinigten Staaten und Deutschland von Stine ist Gruselfieber. Sie ist Gänsehaut vom Inhalt her sehr ähnlich.
In den Vereinigten Staaten wurde 2007 das Buch Haunting Hour – Don’t Think About It für den Film R. L. Stine’s Und wieder schlägt die Geisterstunde: Das Monster, das ich rief der Universal Studios adaptiert. Seit 2010 wird basierend auf seinen Büchern die Serie R. L. Stine’s The Haunting Hour produziert.
2014 erweckte Stine die Fear Street Bücher mit seinem Roman Party Games zu neuem Leben (ISBN 978-1-250-06622-0). Die Veröffentlichung des Fear-Street-Romans Give Me a K-I-L-L erfolgte 2017 (ISBN 978-1-250-05896-6). 2019 wurde Stines Fear Street Roman Drop Dead Gorgeous bei HarperTeen veröffentlicht (ISBN 978-0062694294).
Aus dem Jahr 2015 stammt die filmische Adaption seiner Gänsehaut-Geschichten Gänsehaut (Originaltitel Goosebumps), in dem Stine auch eine kleine Rolle übernahm. 2018 wurde die Fortsetzung Gänsehaut 2 – Gruseliges Halloween veröffentlicht.

## Arbeitstechnik
Der als Vielschreiber und Workaholic bekannte Autor schafft es mittels einer ausgeklügelten Arbeitstechnik, pro Monat zwei Romane vorzulegen. Dabei lässt er sich nach eigener Aussage meist von einer Zeitungsmeldung über eine kuriose Geschichte, etwa eine „Urban Legend“, inspirieren. Erst, wenn er den Titel im Kopf hat, fängt er an zu schreiben und beginnt dabei prinzipiell mit dem – verblüffenden – Schluss, von dem ausgehend er die Figuren entwickelt und die Geschichte gleichsam „von hinten nach vorne aufrollt“. Auf seiner Homepage gewährt der Autor, der sein Arbeitszimmer mit einem Skelett und anderen „gruseligen“ Objekten teilen soll, Einblick in seine „Schreibwerkstatt“ und gibt angehenden Nachwuchsautoren Tipps für eigene Schreibversuche.

## Kritische Würdigung
Robert Lawrence Stine mixt in seinen Büchern nachvollziehbare Szenarien aus der Lebenswirklichkeit von Kindern und Jugendlichen mit Horror und Gruseleffekten sowie einer Prise Ulk und Witz, was bei den jugendlichen Lesern, wie Umfragen belegen, äußerst gut ankommt. Sein meist parataktischer Sprachstil – vornehmlich in Hauptsätzen der Umgangssprache formulierend – ist sehr schlicht und geschickt an den Jugendjargon (auch in der deutschen Übersetzung) angepasst, ohne dabei auf ein niedriges Niveau herabzusinken. Viele Jugendliche, die sonst nie ein Buch in die Hand nehmen würden und selbst die Harry-Potter-Bände als zu anspruchsvoll empfinden, finden durch R. L. Stine zum Lesen und können teilweise dadurch sogar ihre Lese- und Schreibkompetenz in der Schule verbessern. Das wissen selbst Pädagogen und Bibliothekare, die dem Werk R. L. Stines eher kritisch gegenüberstehen, durchaus zu schätzen.

## Auszeichnungen
- 2011 International Thriller Award – Kategorie Thrillermaster der The International Thriller Writers Inc. (ITW)

## Werke

### Buchreihen
- Gänsehaut (Kinderbuchreihe, erschienen beim Omnibus-Verlag)
- Fear Street (Jugendbuchreihe, erschienen beim Loewe-Verlag)
- Gruselfieber (Jugendbuchreihe, erschienen beim Omnibus-Verlag)
  - Band 1: Vergesst mich nicht! („Book 1: Don't forget me!“, 2000) – ISBN 978-3-570-12605-9
  - Band 2: Schließfach Nr. 13 („Book 2: Locker 13“, 2000) – ISBN 978-3-570-21511-1
  - Band 3: Unheil droht („Book 3: My Name is Evil“, 2000) – ISBN 978-3-570-21512-8
  - Band 4: Zweimal ich („Book 4: Liar, Liar“, 2000) – ISBN 978-3-570-21513-5
  - Band 5: Das Tagebuch des Grauens („Book 5: Dear Diary, I'm Dead“, 2000) – ISBN 978-3-570-21534-0
  - Band 6: Im Wald der Bestien („Book 6: They call me Creature“, 2000) – ISBN 978-3-570-21536-4
  - Band 7: Wer die Geister ruft („Book 7: The Howler“, 2001) – ISBN 978-3-570-21538-8
  - Band 8: Das Mädchen mit der Maske („Book 8: Shadow Girl“, 2001) – ISBN 978-3-570-12615-8
  - Band 9: Das Camp der Verfluchten („Book 9: Camp Nowhere“, 2001) – ISBN 978-3-570-21555-5
  - Band 10: Thrillogie 1 – Der Wettkampf beginnt („Book 10: Thrillogy 1 – Fear Games. Run for your life“, 2001) – ISBN 978-3-570-21556-2
  - Band 11: Thrillogie 2 – Keine Atempause („Book 11: Thrillogy 2 – What Scares You the Most“, 2001) – ISBN 978-3-570-21649-1
  - Band 12: Thrillogie 3 – Das Finale („Book 12: Thrillogy 3 – No Survivors“, 2001) – ISBN 978-3-570-21659-0
  - Band 13: Das Schulmonster („Book 13: Scare School“, 2001) – ISBN 978-3-570-21697-2
  - Band 14: Vollmond an Halloween („Book 14: Full Moon Halloween“, 2001) – ISBN 978-3-570-21722-1
  - Band 15: Attacke der Aliens („Book 15: Visitors“, 2001) – ISBN 978-3-570-21804-4
- Schattenwelt (Kinderbuchreihe, erschienen beim Loewe-Verlag, im Original Ghosts of Fear Street)
  - Das Gruselmuseum („Fright Night“, von Connie Laux) – ISBN 978-3-7855-4182-1
  - Monsteralarm! („The Bugman lives“, 1996, von Carol Gorman) – ISBN 978-3-7855-4171-5
  - Geisterfluch an Halloween ("Halloween bugs me, 1997, von Barbara Joyce) – ISBN 978-3-7855-4024-4
  - Spukhaus in der Fear Street („Why I'm not afraid of ghosts“, 1997, von Nina Kiriki Hoffman) – ISBN 978-3-7855-4021-3
  - Schwimm um dein Leben („The Creature from Club Lagoona“, 1997, von Gloria Patrick) – ISBN 978-3-7855-3892-0
  - Albtraum in 3-D („Nightmare in 3-D“, 1996, von Gloria Hatrick) – ISBN 978-3-7855-3756-5
  - Verhängnisvolle Flaschenpost („Three evil wishes“, 1997, von Carolyn Crimi) – ISBN 978-3-7855-3539-4
  - Der Fluch des Jokers („Eye of the Fortuneteller“, 1996, von A. G. Cascone) – ISBN 978-3-7855-3518-9
  - Ich krieg dich doch! („Hide and Shriek“, 1995, von Emily James) – ISBN 978-3-7855-3515-8
  - Das unheimliche Baumhaus („Stay away from the treehouse“, 1996. von Lisa Eisenberg) – ISBN 978-3-7855-3517-2
  - Die Geisterlehrerin („Who's been sleeping in my grave?“, 1996, von Stephen Roos) – ISBN 978-3-7855-3516-5
  - Fatale Neugier („The Ooze“, 1996, von Stephen Roos) – ISBN 978-3-7855-3757-2
  - Das magische Amulett („Night of the Werecat“, 1996, Katherine Lance) – ISBN 978-3-7855-4025-1
  - Aliens unter uns! („Body Switchers From Outer Space“, 1996. von Nina K. Hoffman) – ISBN 978-3-7855-4026-8
  - Nacht der Verwandlung („How to be a Vampire“, 1996. von Katy Hall) – ISBN 978-3-7855-3538-7
  - Club der 13 („Camp Fear Ghouls“, 1997, von Jahnna N. Malcolm) – ISBN 978-3-7855-3891-3
- Die Geistermeister (Kinderbuchreihe, erschienen beim Omnibus-Verlag)
  - Band 1: Besuch aus dem Jenseits – ISBN 3-570-21459-1
  - Band 2: Der Tunnel des Schreckens – ISBN 978-3-570-21460-2
  - Band 3: Die Nacht im Geisterhaus – ISBN 978-3-570-21633-0
  - Band 4: Das Camp des Grauens – ISBN 978-3-570-21634-7

### Einzelbände
Beim Heyne Verlag erschienen:
- 2001: Die Babysitterin – ISBN 978-3-453-18997-3
- 2001: Tödliche Freundin – ISBN 978-3-453-18998-0
- 2001: Die große Prüfung – ISBN 978-3-453-19910-1
- 2001: Der Anruf – ISBN 978-3-453-18993-5
- 2001: Der Anhalter – ISBN 978-3-453-18995-9
- 2001: Die Halloween Party – ISBN 978-3-453-18994-2
- 2001: Die Geisterfahrt – ISBN 978-3-453-18996-6
- 2002: Das Strandhaus – ISBN 978-3-453-19903-3
- 2002: Die Stimme aus dem Jenseits – ISBN 978-3-453-19909-5
- 2002: Todesgeflüster – ISBN 978-3-453-19911-8
- 2002: Halloween – Die Nacht des Grauens – ISBN 978-3-453-19904-0
- 2002: Die letzte Verabredung – ISBN 978-3-453-19902-6

Beim C. Bertelsmann Verlag erschienen:
- 2000: Wenn die Geisterstunde schlägt – ISBN 978-3-570-12500-7
- 2006: Der Kuss des Vampirs – ISBN 978-3-570-30279-8

Bei Omnibus erschienen:
- 2003: Und wieder schlägt die Geisterstunde – ISBN 978-3-570-12704-9
- 2003: Das Supergruselbuch – ISBN 978-3-570-21247-9
- 2004: Vorsicht: Grusel! – ISBN 978-3-570-21844-0

Beim Goldmann Verlag erschienen:
- 1997: Abergläubisch – ISBN 978-3-442-44304-8